# Хабер, Саму
Саму Хабер (фин. Samu Aleksi Haber; 2 апреля 1976, Хельсинки, Финляндия) — певец, автор песен, гитарист и фронтмен финской рок-группы Sunrise Avenue
.

## Биография
Саму наполовину финн и наполовину немец. Его отец родом из Германии, мать — финка. Саму родился 2 апреля 1976 года в Хельсинки и проживает там по сей день. Так же у него есть сводный брат Сантту и сестра Санна. Саму профессионально занимался хоккеем, но в 16 лет решил полностью посвятить себя музыке.
С осени 2013 года является одним из наставников музыкального телешоу «The Voice of Germany», немецкого аналога шоу «Голос», заменив на этом месте Рэя Гарви.

## Sunrise Avenue
Саму Хабер вместе с Яном Хоэнталем, финским автором песен, основал в апреле 1992 года в Хельсинки группу Sunrise. Они выступали в пабах, на фестивалях и частных вечеринках. В 1998 году Хабер переехал в Испанию. Через четыре года после участия в нескольких частных испанских мероприятиях он вернулся в Финляндию. В октябре 2001 года группа сменила название на Sunrise Avenue.
Саму Хабер и Рауль Рууту — единственные участники первого состава группы. Хабер является автором текстов всех песен группы.

## Интересные факты
- владеет родным финским, а также немецким, испанским, английским и шведским языками.
- является сержантом запаса военно-морского флота Финляндии.
- большой фанат хоккейной команды «ХИФК».
- Саму — большой фанат татуировок. На данный момент на внешней стороне его правого предплечья красуется тату в виде названия своей песни «Forever Yours» (но, как пишет западная пресса — она была посвящена его девушке, с которой впоследствии они расстались), а с внутренней стороны — китайский иероглиф «Samurai». Также имеет фразы «Boys do cry» на правой голени, «Choose to be me» на левом плече и символ «Superman» на правом плече.